# Hammel (automerk)
De Hammel is een auto gemaakt in Denemarken. In de Veteran Car Rally van Londen naar Brighton legde dit voertuig het parcours van 75 km af in 12 uur. Het geldt als de oudste nog rijdende auto ter wereld en een van de eerste auto's ooit gemaakt.

## Beschrijving
Op autogebied heeft Denemarken nooit veel voorgesteld. Het voertuig is in 1888 in Kopenhagen gebouwd door Hans Urban Johansen en Albert Friedericus Leopoldus Hammel. De Hammel heeft een aantal zaken gemeen met de in Oostenrijk gebouwde Marcus, gebouwd door Siegfried Marcus. Beide wagens zijn nog in oorspronkelijke staat en van beiden werd slechts een gemaakt. Voor de makers bleef het bij deze ene auto.

## Bouwjaar
Net als bij de Marcus is er enige twijfel over het bouwjaar. Aanvankelijk werd 1886 genoemd, maar tegenwoordig wordt 1888 aangenomen.

## Technische gegevens
- Motortype: viertakt tweecilindermotor met oppervlaktecarburateur
- Inhoud: 2720 cc
- Vermogen: 3,5 pk bij 500 omwentelingen per minuut
- Ontsteking: Gloeikaars